# Bihar
Il Bihar (hindi: बिहार, Bihār, AFI: [bɪˈhɑːr]) è uno Stato dell'India nord-orientale.

## Nome
Il nome deriverebbe dal sanscrito vihāra, che significa “dimora”, e difatti fu qui che sorsero i primi monasteri buddhisti.

## Geografia fisica
Lo stato di Bihar confina a nord con il Nepal, a est con il Bengala Occidentale, a sud con il Jharkhand ed a ovest con l'Uttar Pradesh.
Il territorio è costituito dalla fertile valle del Gange chiusa a nord dalla catena himalayana ed a sud dall'altopiano dell'India centrale. Il Gange riceve da nord importanti affluenti quali il Gandak, il Baghmati ed il Koshi, e da sud il fiume Son ed il Falgu. La parte meridionale dello stato caratterizzata dall'altopiano di Chotanagpur è stata inserita nel nuovo stato di Jharkhand nel 2000.
La capitale è Patna che è posta sul fiume Gange. Altre città importanti sul Gange sono: Monghyr (Munger) e Bhagalpur. A nord sorgono le città di Muzaffarpur e Darbhanga, a sud la città di Gaya, sacra agli indù, posta sul fiume Falgu.

### Città principali

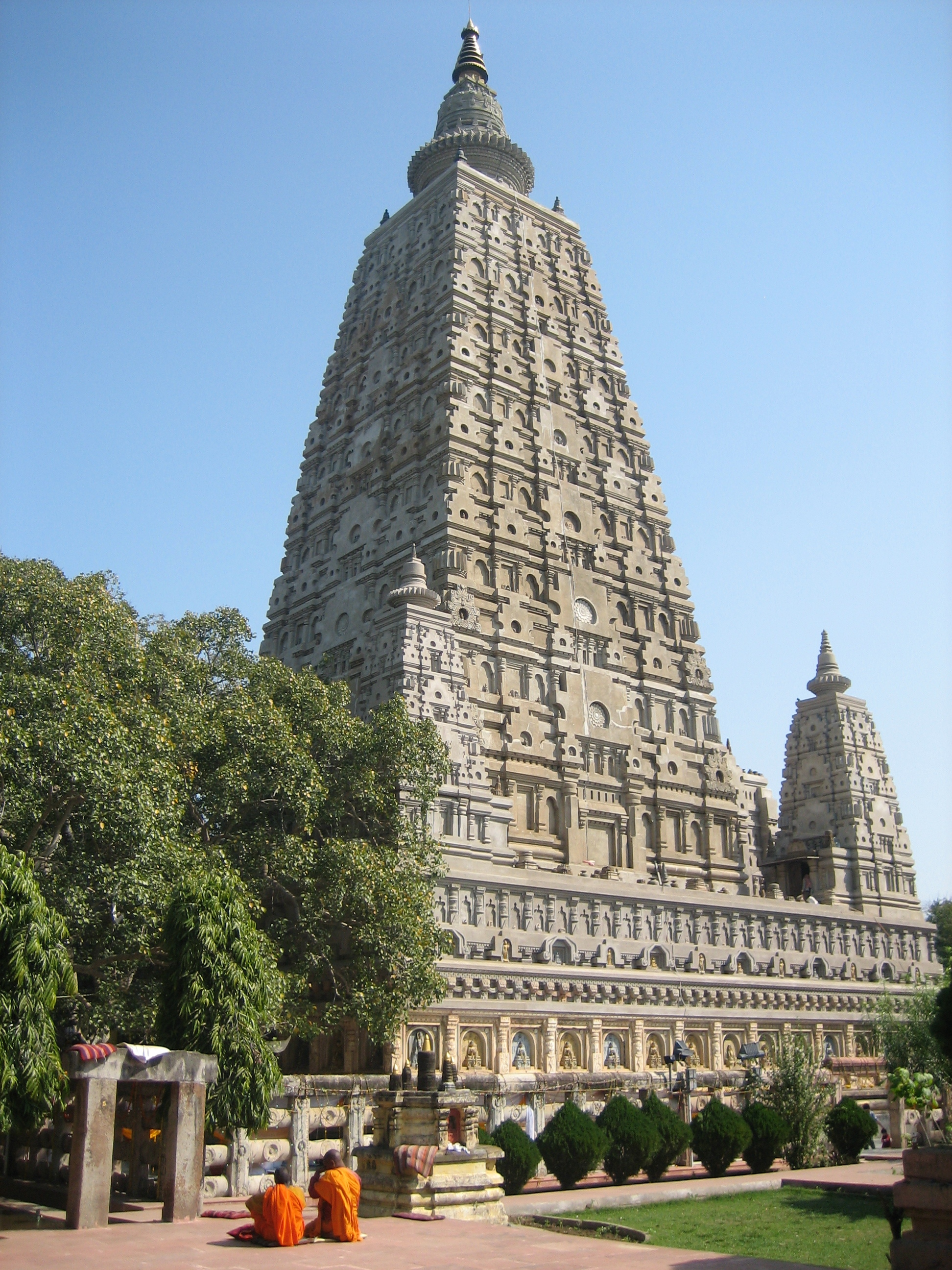
Il tempio buddista di Mahabodhi a Bodh Gaya dichiarato Patrimonio dell'umanità dell'UNESCO

(Fonte: Censimento 2001)
| Città           | Popolazione |
| --------------- | ----------- |
| Patna           | 1.376.950   |
| Gaya            | 383.197     |
| Bhagalpur       | 340.349     |
| Muzaffarpur     | 305.465     |
| Darbhanga       | 266.834     |
| Bihar Sharif    | 231.972     |
| Arrah           | 203.395     |
| Munger          | 187.311     |
| Chapra          | 178.835     |
| Katihar         | 175.169     |
| Purnia          | 171.235     |
| Sasaram         | 131.042     |
| Dinapur Nizamat | 130.339     |
| Saharsa         | 124.015     |
| Hajipur         | 119.276     |
| Dehri           | 119.007     |
| Bettiah         | 116.692     |
| Siwan           | 108.172     |
| Motihari        | 101.506     |

## Storia
Dal 1556 al 1757 l'area dell'attuale stato fu governata dalla dinastia Moghul. Nel 1757 iniziò il dominio dell'East India Company, tramutato nel dominio diretto britannico nel 1857 che durò fino all'indipendenza dell'India nel 1947.
Sotto il dominio britannico l'area del Bihar e dell'Orissa furono separate dal Bengala nel 1912. Nel 1935 il Bihar e l'Orissa furono divise in due province separate e con l'indipendenza il Bihar divenne uno stato. Nel 1956 fu allargato assorbendo territori del Bengala Occidentale mentre parte delle aree di Purnea e Manbhum furono cedute al Bengala Occidentale. Il 15 novembre del 2000 la parte meridionale dello stato è divenuta il nuovo stato federale di Jharkhand.

## Economia
Lo stato di Bihar è uno dei meno sviluppati dell'India e più del 40% della sua popolazione vive in povertà. La parte meridionale, più industrializzata e ricca di minerali, si è separata dal Bihar nel 2000.
L'economia è prevalentemente agricola grazie al fertile suolo alluvionale della valle del Gange. Ma gli investimenti nel settore agricolo sono stati fino ad oggi inadeguati. Le principali colture sono rappresentate dal riso, grano, granturco, juta, canna da zucchero, tabacco e patate.
Recentemente si è sviluppata l'industria casearia e sono stati fatti dei tentativi di industrializzazione. Tra questi l'installazione di una raffineria a Barauni, una fabbrica di scooter a Fatuha, una centrale elettrica a Muzaffarpur e l'installazione di alcune industrie di trasformazione dei prodotti agricoli.

## Società

### Lingue e dialetti
Il Bihar è parte della regione indiana a maggioranza hindi. Altre lingue parlate nello stato includono: urdu, angika, bhojpuri, maithili e magadhi.

## Geografia antropica

### Suddivisioni amministrative
Lo stato è suddiviso in 37 distretti, a loro volta riuniti in 9 divisioni amministrative: Patna, Tirhut, Saran, Darbhanga, Kosi, Purnia, Bhagalpur, Munger, Magadh.